# Jovana Jovičić
Jovana Jovičić (ur. 20 lipca 1994 w Belgradzie) – serbska siatkarka, grająca na pozycji przyjmującej. Od sezonu 2018/2019 występuje w drużynie Tent Obrenovac.

## Sukcesy klubowe
Mistrzostwo Serbii:
- 2014, 2017, 2018

Puchar Serbii:
- 2018[1]

## Nagrody indywidualne
- 2016: MVP, najlepsza atakująca i  punktująca ligi serbskiej w sezonie 2015/2016
- 2017: MVP, najlepsza atakująca, przyjmująca i punktująca ligi serbskiej w sezonie 2016/2017
- 2018: MVP Pucharu Serbii[2]